# Bandera de Santa Cruz de Tenerife (municipio)

Bandera de la ciudad y el municipio capitalino de Santa Cruz de Tenerife.

La bandera de la ciudad y municipio de Santa Cruz de Tenerife es totalmente blanca con el escudo de la ciudad de Santa Cruz de Tenerife en el centro.

## Historia
Concedida por Real Cédula del rey Carlos IV de 28 de agosto de 1803. Sobre un paño blanco, el escudo de la ciudad. El color blanco, el propio de la dinastía borbónica, alude a la fidelidad de la ciudad de Santa Cruz de Tenerife a la Casa Real Española.